# Cydrela nasuta
Cydrela nasuta är en spindelart som beskrevs av Roger de Lessert 1936. Cydrela nasuta ingår i släktet Cydrela och familjen Zodariidae.
Artens utbredningsområde är Moçambique. Inga underarter finns listade i Catalogue of Life.